# Bartholomäuskirche (Bartholomä)

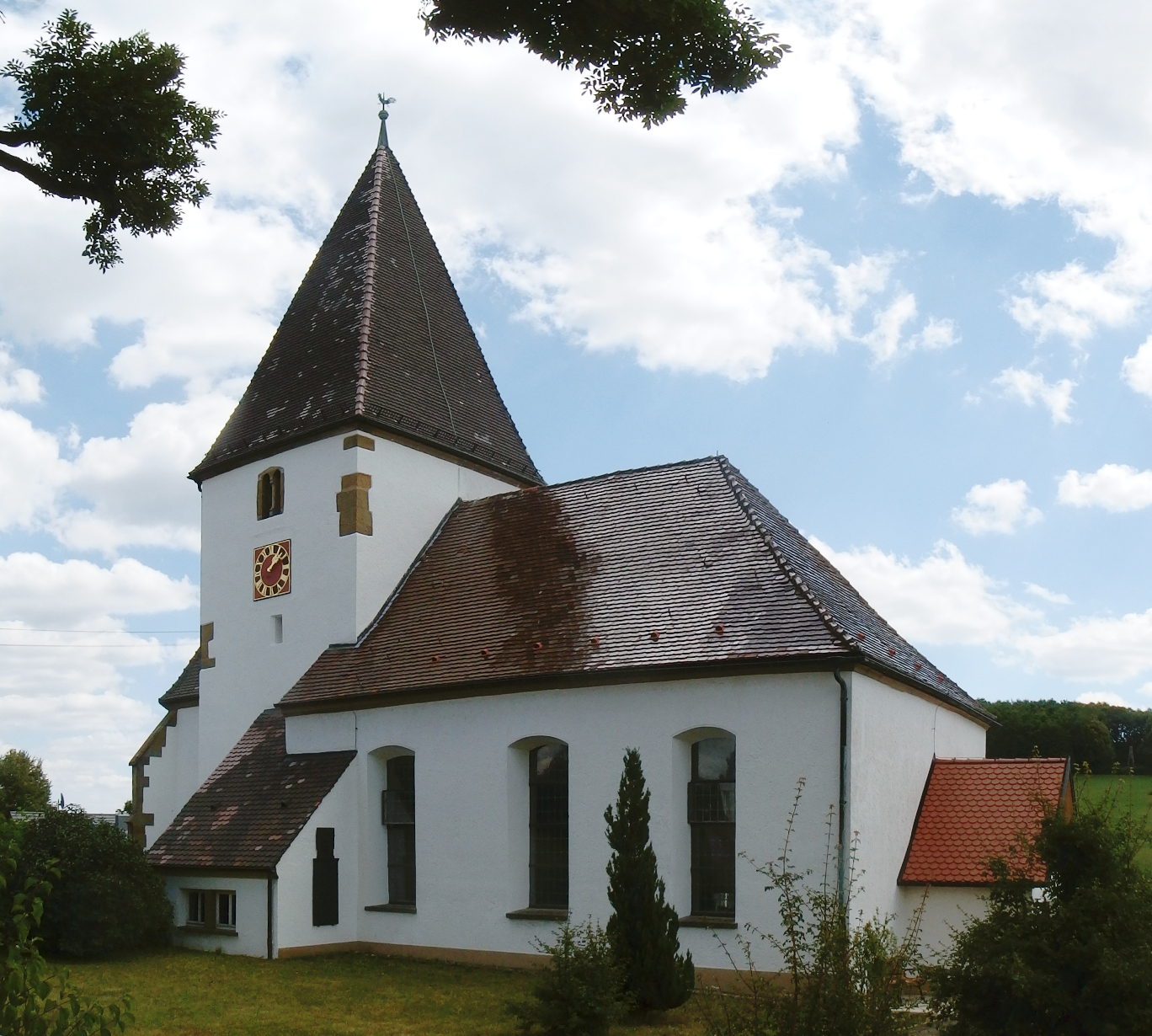
Bartholomäuskirche in Bartholomä

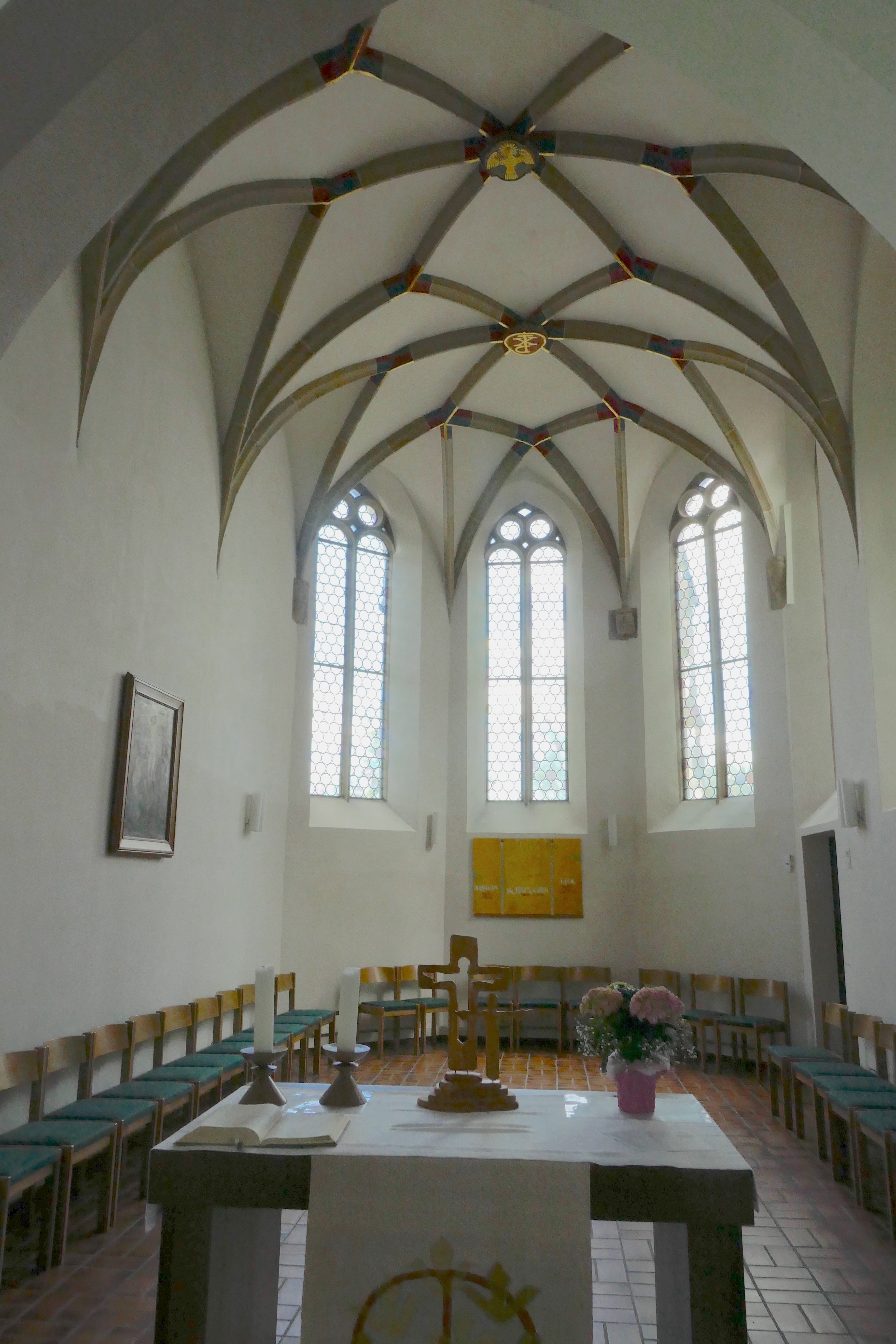
Chorraum

Die Bartholomäuskirche steht in Bartholomä, einer Gemeinde im Ostalbkreis in Baden-Württemberg. Das Bauwerk ist beim Landesamt für Denkmalpflege Baden-Württemberg als Baudenkmal eingetragen. Die Kirchengemeinde gehört zum Kirchenbezirk Schwäbisch Gmünd der Evangelischen Landeskirche in Württemberg.

## Geschichte und Architektur
Die Saalkirche besteht aus einem romanischen, von Strebepfeilern gestützten Chorturm mit einem Chor mit Fünfachtelschluss im Osten und der Sakristei an seiner Nordwand. An ihm wurde 1741 das Langhaus nach Westen angebaut. Der Chorturm beherbergt in seinem oberen Bereich die Turmuhr und den Glockenstuhl und ist mit einem Pyramidendach bedeckt. Die breitwandige, massive Bauweise des Turmes ist typisch für die Epoche der Romanik und verweist auf seine ursprüngliche Funktion als Teil einer Kirchenburg, die in Zeiten von Überfällen, insbesondere durch Raubritter, als Rückzugsort und schützender Zufluchtsort für die Bevölkerung des damaligen Weilers Laubenhart diente.
Der Chor wurde im Jahr 1510 errichtet und ist mit einem Kreuzrippengewölbe überspannt. Es endet in drei farbig gefassten Schlusssteinen, die die Trinität symbolisieren: Gott Vater als Auge im Dreieck (ein Motiv, das besonders im Protestantismus seit der Barockzeit Verwendung fand), die Taube als Zeichen des Heiligen Geistes (vgl. Markus 1,10) sowie das Christusmonogramm Chi-Rho. Die Schlusssteine wurden 1930 von der Firma Sachse und Rothmann (Stuttgart) gestaltet, später überstrichen und im Zuge einer Restaurierung 1995 wieder freigelegt.

## Ausstattung
Zur Kirchenausstattung gehört ein Altarkreuz von 1490.

### Kanzel

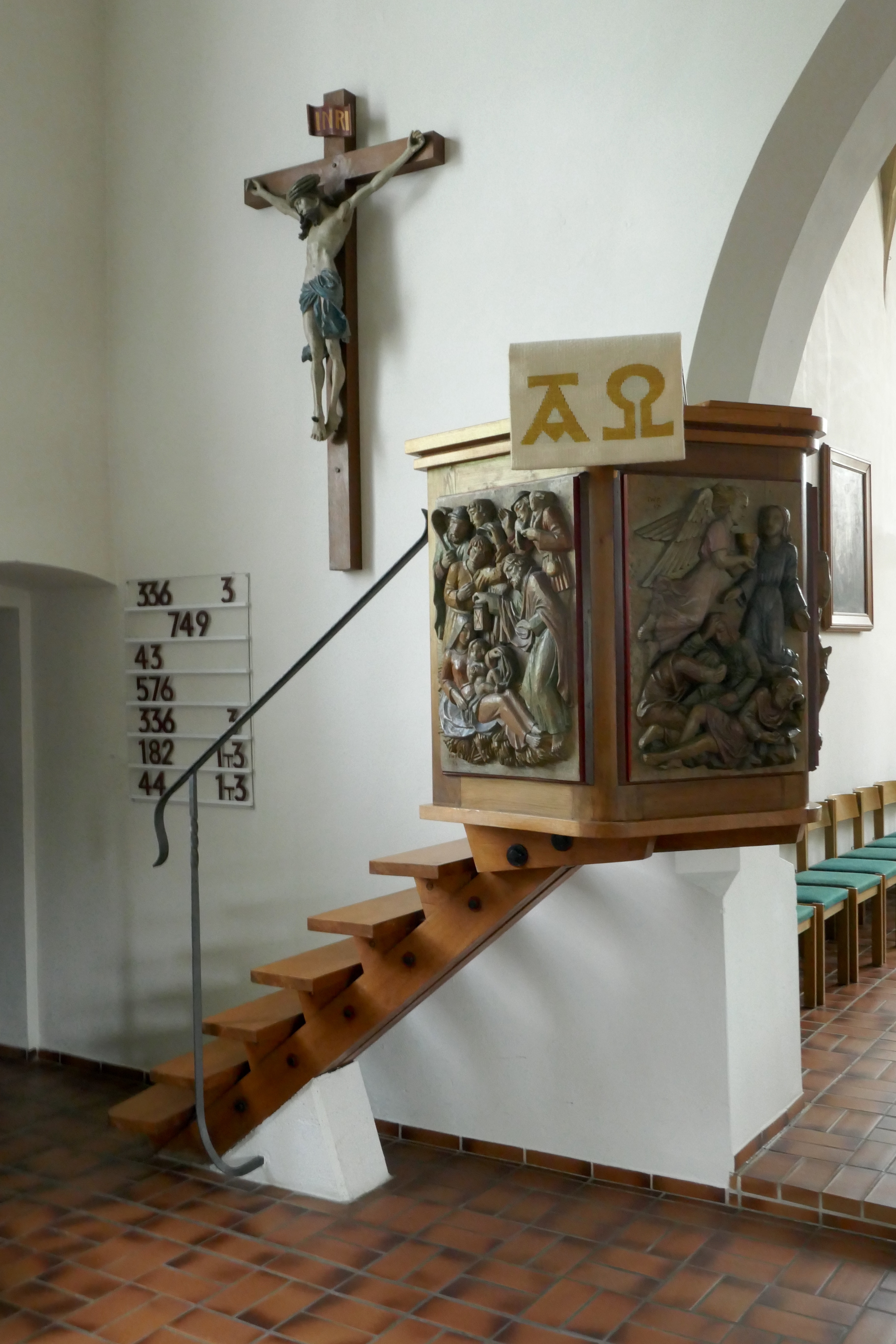
Kanzel mit Platten von Wilhelm Fehrle

Die Kanzel wurde nach dem Zweiten Weltkrieg von dem Künstler Wilhelm Fehrle geschaffen. Die Bezahlung erfolgte in Naturalien (u. a. Kartoffeln und Speck), da Geldmittel knapp waren. Die Kanzel besteht aus drei figurenreichen Reliefplatten, die zentrale Szenen des Neuen Testaments darstellen: die Geburt Jesu, Jesus im Garten Gethsemane und die Auferstehung Christi. Die Darstellung der Gethsemane-Szene greift eine theologische Umdeutung auf: Der Engel reicht Jesus einen Stärkungskelch anstelle des traditionellen Leidenskelches (vgl. Lukas 22,42–43). Diese Interpretation ist seit dem 15. Jahrhundert in der christlichen Kunst verbreitet.

### Terrakotta-Relief „Ermutigung zum Gespräch“
Hinter dem Taufstein befindet sich ein Terrakotta-Relief des Künstlers Biagio Frisa, das 1978 zum 40. Jahrestag der Reichspogromnacht geschaffen wurde. Es ist dem jüdisch-christlichen Dialog gewidmet und trägt den Titel Ermutigung zum Gespräch. Im Zentrum stehen drei Figuren: die Synagoge (mit Bibel und Davidstern) und die Ecclesia (mit Bibel und Kreuz), die sich gegenüberstehen. Die Darstellung erinnert an die Skulpturengruppe am Straßburger Münster, wo die Synagoge allerdings blind gezeigt wird – eine Symbolik, die hier durch eine offene, dialogbereite Gegenüberstellung ersetzt wird.

### Orgel

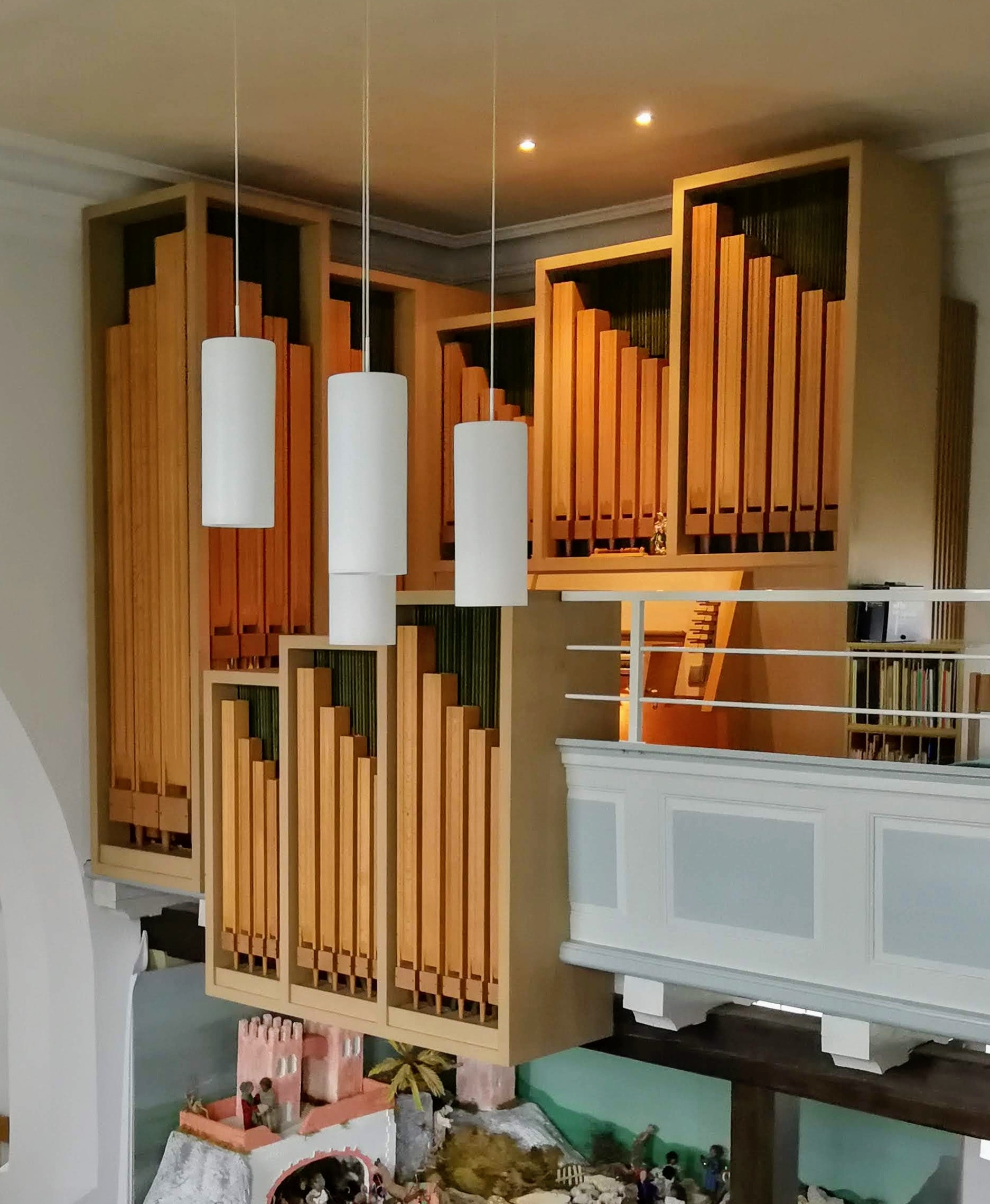
Orgel

Die Orgel mit Holzpfeifenprospekt wurde 1975 von der Giengener Orgelmanufaktur Gebr. Link nach Plänen von Helmut Bornefeld gebaut. Sie verfügt über 14 Register auf zwei Manualen und Pedal. Die Prospektpfeifen bestehen aus unterschiedlich gefrästem Berg- und Mooreichenholz. Eine Überholung erfolgte 1985. 
Die Disposition lautet:
| I Rückpositiv C–g3 |       |
| Gedackt            | 8′    |
| Rohrflöte          | 4′    |
| Ital. Prinzipal    | 2′    |
| Nasat              | 1 ⁄3′ |
| Zimbel III         | 2⁄3′  |
| Tremulant          |       |

| II Hauptwerk C–g3 |                |
| Rohrpommer        | 8′             |
| Prinzipal         | 4′             |
| Gemshorn          | 4′             |
| Quinte            | 2 ⁄3′          |
| Hörnlein II       | 1 3⁄5′ + 1 ⁄7′ |
| Mixtur IV–VI      | 1 ⁄3′          |
| Tremulant         |                |

| Pedal C–f1     |         |
| Untersatz      | 16′     |
| Holzprinzipal  | 8′      |
| Choralflöte II | 4′ + 2′ |

- Koppeln: I/II, I/P, II/P